# Jelena Tumanowa
Jelena Tumanowa (russisch Елена Туманова, wiss. Transliteration Elena Tumanova; * 31. Mai 1965) ist eine ehemalige sowjetische Eisschnellläuferin.

## Werdegang
Tumanowa, die für den PR Gorkiy startete, erreichte im Jahr 1988 mit dem fünften Platz im Kleinen Vierkampf ihre beste Platzierung bei sowjetischen Mehrkampf-Meisterschaften und trat international erstmals in der Saison 1986/87 in Erscheinung. In der Saison 1987/88 nahm sie an fünf Läufen im Eisschnelllauf-Weltcup teil, wobei der sechste Platz über 3000 m in Davos ihr bestes Ergebnis war. Zudem wurde sie bei der Mehrkampfeuropameisterschaft 1988 in Kongsberg Zwölfte im Kleinen Vierkampf und belegte bei den Olympischen Winterspielen 1988 in Calgary jeweils den 15. Platz über 1500 m sowie 5000 m und den neunten Rang über 3000 m. Im folgenden Jahr lief sie bei der Mehrkampfweltmeisterschaft 1989 in Lake Placid auf den 14. Platz im Kleinen Vierkampf.

## Erfolge

### Olympische Spiele
- 1988 Calgary: 9. Platz 3000 m, 15. Platz 1500 m, 15. Platz 5000 m

### Mehrkampf-Weltmeisterschaften
- 1989 Lake Placid: 14. Platz Kleiner Vierkampf

### Mehrkampf-Europameisterschaften
- 1988 Kongsberg: 12. Platz Kleiner Vierkampf

## Persönliche Bestleistungen
| Disziplin | Zeit        | Datum             | Ort       |
| --------- | ----------- | ----------------- | --------- |
| 500 m     | 42,85 s     | 22. Dezember 1989 | Almaty    |
| 1000 m    | 1:25,80 min | 26. November 1991 | Almaty    |
| 1500 m    | 2:07,16 min | 1. April 1988     | Almaty    |
| 3000 m    | 4:20,23 min | 23. Dezember 1989 | Almaty    |
| 5000 m    | 7:39,21 min | 27. Dezember 1987 | Leningrad |